# Periodiska systemets perioder
Periodiska systemets perioder är de horisontella raderna i periodiska systemet. Det finns 7 sådana perioder som täcker in alla naturligt förekommande grundämnen och de som hittills framställts på konstgjord väg.
Periodens nummer motsvarar antalet huvudkvanttal som förekommer hos elektronerna i grundämnenas atomer, eller antalet elektronskal som används enligt Bohrs atommodell. Ämnen i samma period har liknande atommassor men olika kemiska egenskaper. Dessa egenskaper bestäms istället i allmänhet av vilken kolumn i periodiska systemet som ämnet finns i, det vill säga vilken grupp som ämnet tillhör.
Varje elektronskal delas in i olika delskal, som fylls i tur och ordning allt eftersom atomnumret ökar.

## Perioder

### Period 1
| 1 H | 2 He |

### Period 2
| 3 Li | 4 Be | 5 B | 6 C | 7 N | 8 O | 9 F | 10 Ne |

### Period 3
| 11 Na | 12 Mg | 13 Al | 14 Si | 15 P | 16 S | 17 Cl | 18 Ar |

### Period 4
| 19 K | 20 Ca | 21 Sc | 22 Ti | 23 V | 24 Cr | 25 Mn | 26 Fe | 27 Co | 28 Ni | 29 Cu | 30 Zn | 31 Ga | 32 Ge | 33 As | 34 Se | 35 Br | 36 Kr |

### Period 5
| 37 Rb | 38 Sr | 39 Y | 40 Zr | 41 Nb | 42 Mo | 43 Tc | 44 Ru | 45 Rh | 46 Pd | 47 Ag | 48 Cd | 49 In | 50 Sn | 51 Sb | 52 Te | 53 I | 54 Xe |

### Period 6
| 55 Cs | 56 Ba | 57 La | 58 Ce | 59 Pr | 60 Nd | 61 Pm | 62 Sm | 63 Eu | 64 Gd | 65 Tb | 66 Dy | 67 Ho | 68 Er | 69 Tm | 70 Yb | 71 Lu | 72 Hf | 73 Ta | 74 W | 75 Re | 76 Os | 77 Ir | 78 Pt | 79 Au | 80 Hg | 81 Tl | 82 Pb | 83 Bi | 84 Po | 85 At | 86 Rn |

### Period 7
| 87 Fr | 88 Ra | 89 Ac | 90 Th | 91 Pa | 92 U | 93 Np | 94 Pu | 95 Am | 96 Cm | 97 Bk | 98 Cf | 99 Es | 100 Fm | 101 Md | 102 No | 103 Lr | 104 Rf | 105 Db | 106 Sg | 107 Bh | 108 Hs | 109 Mt | 110 Ds | 111 Rg | 112 Cn | 113 Nh | 114 Fl | 115 Mc | 116 Lv | 117 Ts | 118 Og |

### Period 8
För närvarande finns det sju perioder i det periodiska systemet. Det högsta atomnumret som hittills tillskrivits ett grundämne är 118. Om ytterligare grundämnen med högre atomnummer upptäcks kommer de att placeras i tilläggsperioder som illustrerar periodiskt återkommande trender för grundämnenas egenskaper.